# Mary Browne
Mary Kendall Browne, ameriška tenisačica in golfistka, * 3. junij 1891, Ventura County, Kalifornija, ZDA, † 19. avgust 1971, Laguna Hills, Kalifornija.
Mary Browne je v posamični konkurenci trikrat zapored osvojila Nacionalno prvenstvo ZDA, v letih 1912, 1913 in 1914. Leta 1921 se je uvrstila v finale, kot tudi leta 1926 na Amaterskem prvenstvu Francije. V konkurenci ženskih dvojic je leta 1926 osvojila Prvenstvo Anglije ter petkrat Nacionalno prvenstvo ZDA, v letih 1912, 1913, 1914, 1921 in 1925, v konkurenci mešanih dvojic pa štirikrat Nacionalno prvenstvo ZDA, v letih 1912, 1913, 1914 in 1921, leta 1926 pa se je uvrstila v finale Prvenstva Anglije. Leta 1957 je bila sprejeta v Mednarodni teniški hram slavnih.

## Finali Grand Slamov

### Posamično (5)

#### Zmage (3)
| Leto | Turnir                       | Nasprotnica v finalu | Rezultat finala |
| 1912 | Nacionalno prvenstvo ZDA     | Eleonora Sears       | 6–4, 6–2        |
| 1913 | Nacionalno prvenstvo ZDA (2) | Dorothy Green        | 6–2, 7–5        |
| 1914 | Nacionalno prvenstvo ZDA (3) | Marie Wagner         | 6–2, 1–6, 6–1   |

#### Porazi (2)
| Leto | Turnir                       | Nasprotnica v finalu    | Rezultat finala |
| 1921 | Nacionalno prvenstvo ZDA     | Molla Bjurstedt Mallory | 4–6, 6–4, 6–2   |
| 1926 | Amatersko prvenstvo Francije | Suzanne Lenglen         | 6–1, 6–0        |